# Маєргойз Ісаак Мойсейович
Маєргойз Ісаак Мойсейович (*17 вересня 1908 року, с. Янів Подільської губернії — †11 лютого 1975 року, Москва) — економіко-географ, країнознавець, урбаніст, доктор географічних наук (1965), професор (1965). Разом з засновником радянського країнознавства — Іваном Олександровичем Вітвером був творцем кафедри економічної географії капіталістичних країн у Московському державному університеті імені Ломоносова.
Почесний член географічних товариств Чехословаччини, Угорщини та Югославії. Керував секцією географії промисловості в московському філіалі Російського географічного товариства.

## Біографія
Ісаак Мойсейович Маєргойз народився 17 вересня 1908 року в Україні в с. Янів Літинського повіту Подільської губернії Російської імперії в родині євреїв-ремісників. Після закінчення школи навчався в Житомирському педагогічному технікумі, потім викладав географію і суспільствознавство в середній школі Овруча.
У 1932–1937 роках навчався на географічному факультеті Московського державного університету, в 1937–1940 роках — в аспірантурі. У 1940–1941 роках завідував відділом економічної географії Київського інституту географії при Наркомосвіти УРСР. У 1941 році пішов в армію, де спочатку служив перекладачем, а потім викладав військову топографію на командно-піхотних курсах, демобілізований за станом здоров'я. Після війни, у 1945 році захистив кандидатську дисертацію на тему «Економіко-географічне положення Сталінграда» (рос. Экономико-географическое положение Сталинграда). У 1943–1946 роках працював асистентом; у 1946–1965 роках — доцентом, а з 1965 року — професором МДУ. У 1964 році захистив докторську дисертацію на тему «Чехословаччина. Економіко-географічна характеристика» (рос. Чехословакия. Экономико-географическая характеристика). З 1955 по 1958 роки — завідувач кафедри економічної географії капіталістичних і залежних країн МДУ. З 1959 року завідував кафедрою економічної географії країн народної демократії географічного факультету МДУ.
Викладав у Московському університеті курси: «Економічна географія зарубіжних країн», «Методика дрібномасштабних економіко-географічних досліджень»; «Економічна географія Чехословаччини». Особливий інтерес у студентів та аспірантів викликали його семінари з вступу до спеціальності.
З 1967 року — почесний член Чехословацького географічного товариства.

## Наукові праці
Протягом усієї своєї наукової діяльності І. М. Маєргойз займався проблемами використання картографічних методів в економічній географії, вивченням географії міст світу, зовнішньою торгівлею і питаннями вдосконалення шкільної географії. Розробив концепцію промислових районів зарубіжних країн. Вніс великий внесок у формування вчення про економіко-географічне положення. І. М. Маєргойз засновник вчення про територіальну структуру господарства.
Найбільші праці:
- (рос.) Экономическая география Венгрии. — М.: 1956.
- (рос.) Чехословацкая Социалистическая Республика. Экономическая география. — М.: 1964.
- (рос.) Экономическая география капиталистических стран Европы. — М.: Издательство Московского универ. 1966.
- (рос.) География энергетики социалистических стран зарубежной Европы. — М.: 1969.
- (рос.) Географические проблемы социалистической экономической интеграции в Европе. — М.: 1971.
- (рос.) Экономическая география зарубежных социалистических стран Европы. — М.: 1971
- (рос.) Территориальная структура хозяйства. — М.: 1986.
- (рос.) Географическое учение о городах. — М.: Наука, 1987.

## Нагороди та відзнаки
Нагороджений багатьма медалями від провідних географічних товариств й університетів:
- золота медаль імені Г. Хааке від Географічного товариства НДР;
- велика медаль імені Олександра фон Гумбольдта Берлінського університету імені Гумбольдтів;
- срібна медаль Карлова університету;
- 1978 — лауреат премії імені Дмитра Миколайовича Анучина за підручник «Економічна географія закордонних соціалістичних країн»[2].